# Ganesh Himal
Ganesh Himal (en nepalès: गणेश हिमाल) és una petita serralada de l'Himàlaia, situada principalment al centre-nord-del Nepal, però alguns dels seus cims arriben a la frontera amb el Tibet. La vall de Trisuli Gandaki, a l'est, la separa de la Langtang Himal; la vall de Gandaki de Budhi (Buri) i la vall de Shyar Khola, a l'oest, la separa del Sringi Himal i del Mansiri Himal (on hi ha el Manaslu, el cim més proper de 8.000 metres). Es troba uns 70 quilòmetres al nord-oest de Katmandú.
El més alt de la serralada és el Yangra (Ganesh I), de 7.422 msnm. Hi ha tres altres cims de més de 7.000 metres i catorze que superen els 6.000. Els cims tenen un important desnivell amb les valls més properes. El nom de la serralada es deu a la deïtat hindú Ganesha, generalment representada en forma d'elefant.
El primer ascens del Ganesh I va tenir lloc el 6 d'octubre de 1955 per una expedició integrada pels suïssos Raymond Lambert, Pierre Vittoz, Eric Gauchar i la francesa Claude Kogan.

## Principals cims
| Muntanya                       | Altura(m) | Coordinates                                          | Prominència (m) | Muntanyes parentals | Primera ascensió |
| ------------------------------ | --------- | ---------------------------------------------------- | --------------- | ------------------- | ---------------- |
| Yangra (Ganesh I/Principal/NE) | 7.422     | 28° 23′ 33″ N, 85° 07′ 48″ E / 28.39250°N,85.13000°E | 2.352           | Manaslu             | 1955             |
| Ganesh II/NW                   | 7.118     | 28° 22′ 45″ N, 85° 03′ 24″ E / 28.37917°N,85.05667°E | 1.198           | Yangra              | 1981             |
| Salasungo (Ganesh III/SE)      | 7.043     | 28° 20′ 06″ N, 85° 07′ 18″ E / 28.33500°N,85.12167°E | 641             | Ganesh IV           | 1979             |
| Pabil (Ganesh IV/SW)           | 7.104     | 28° 20′ 45″ N, 85° 04′ 48″ E / 28.34583°N,85.08000°E | 927             | Ganesh II           | 1978             |